# جنگ زن و مرد (فیلم ۱۹۱۴)
جنگ زن و مرد (انگلیسی: The Battle of the Sexes) یک فیلم صامت درام به کارگردانی دیوید وارک گریفیث است که در سال ۱۹۱۴ منتشر شد. از بازیگران آن می‌توان به دانالد کریسپ، لیلین گیش، ماری آلدن، اوون مور و رودولف والنتینو اشاره کرد. متأسفانه نسخه کامل این فیلم موجود نیست، اما تکه‌هایی از آن باقی مانده است. دیوید وارک گریفیث در سال ۱۹۲۸، نسخهٔ دیگری از این فیلم را کارگردانی کرد که سبک آن کمدی-درام است.